# Niedźwiedzica (województwo pomorskie)
Niedźwiedzica, (niem. Bärwalde) – wieś w Polsce położona w województwie pomorskim, w powiecie nowodworskim, w gminie Stegna na obszarze Żuław Wiślanych. Wieś jest siedzibą sołectwa Dworek-Niedźwiedzica w którego skład wchodzą również miejscowości Dworek, Niedźwiedziówka, Wybicko i Zadwórze.
Na terenie wsi leżą dwa cmentarze. Jeden parafialny, drugi mennonicki, odtworzony z odkopanych tablic z XVIII i XIX w.
W latach 1975–1998 miejscowość administracyjnie należała do województwa elbląskiego.

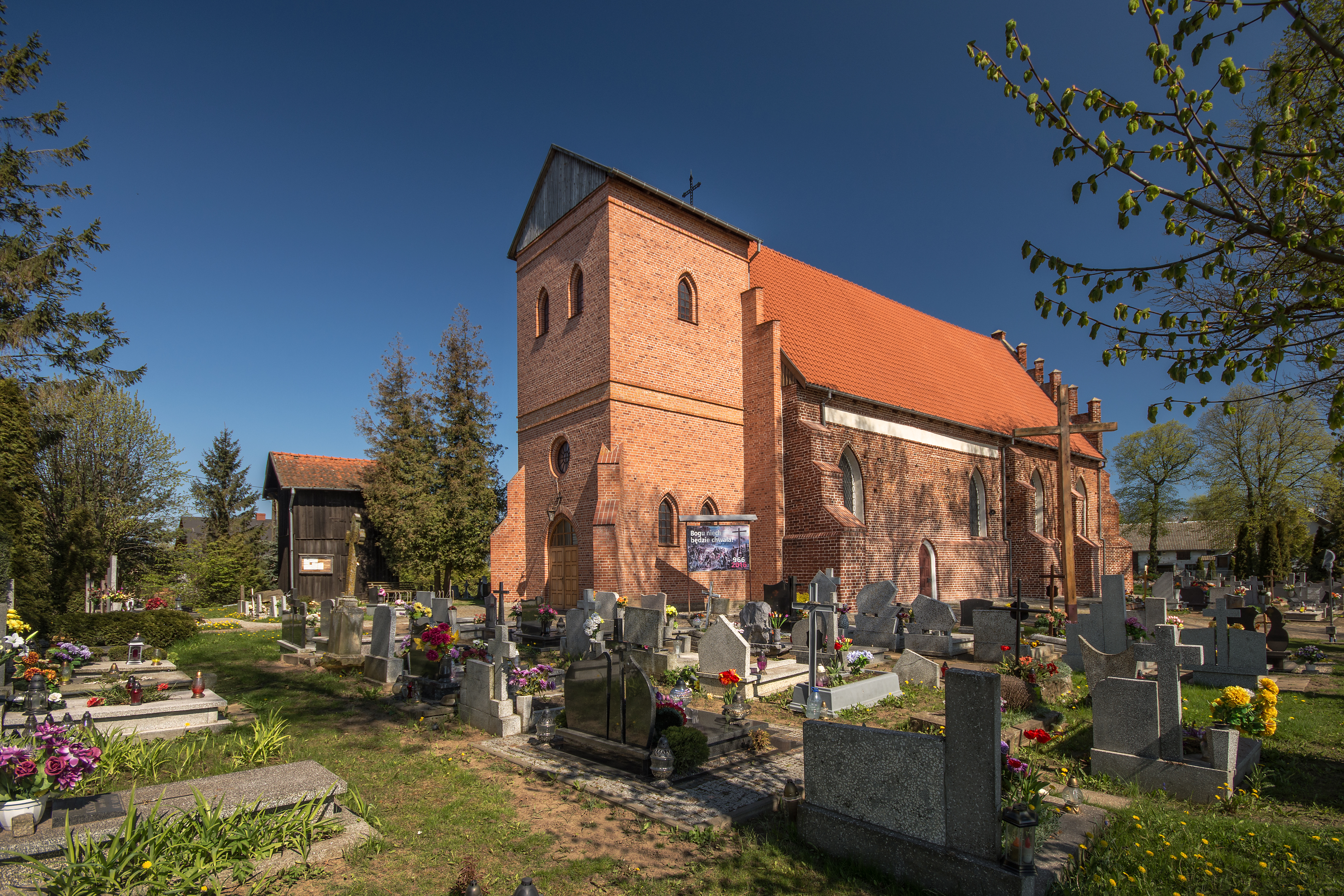
Kościół św. Jakuba Apostoła w Niedźwiedzicy

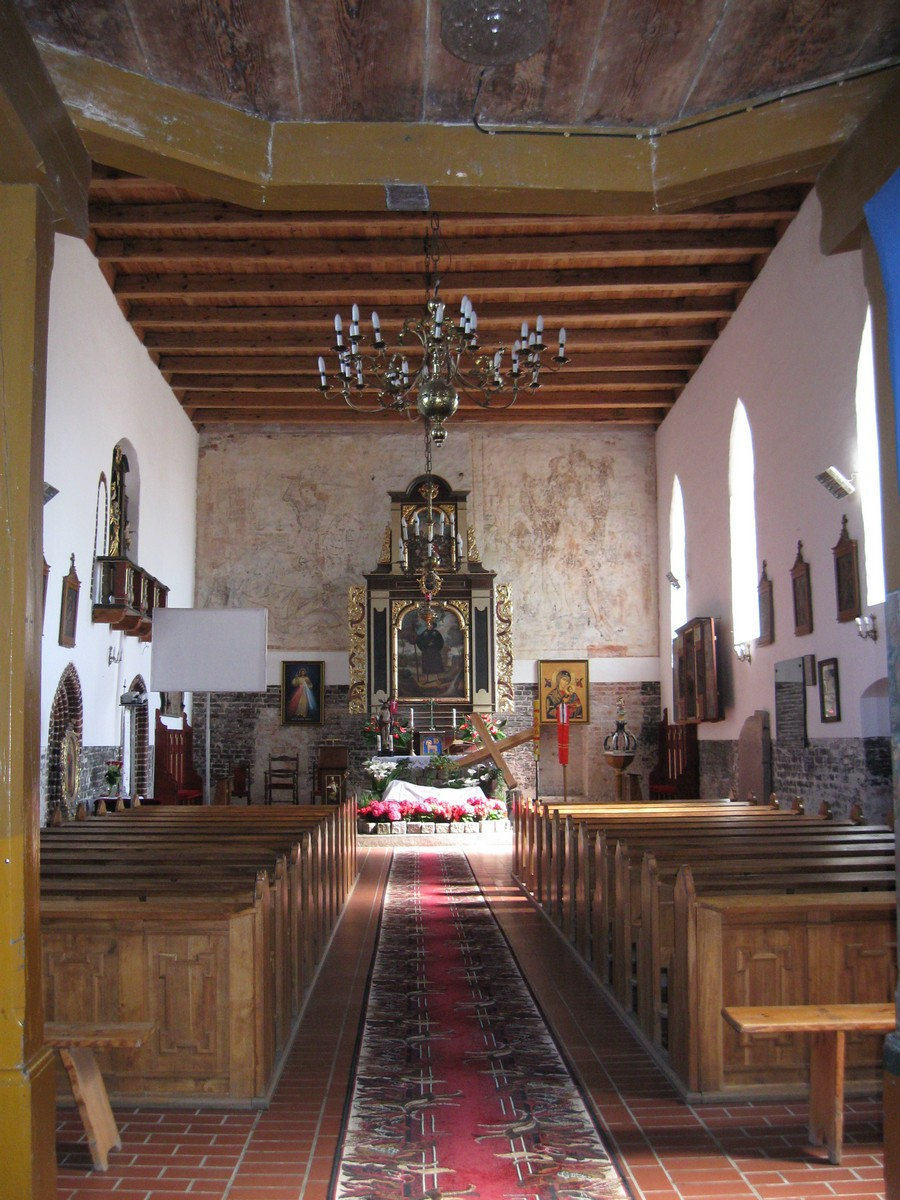
wnętrze kościoła